# Hell or Hallelujah
«Hell or Hallelujah» es una canción de la banda estadounidense Kiss, proveniente del álbum de 2012 Monster. Fue lanzada como primer sencillo del álbum. La canción, de contenido autobiográfico, fue tocada en concierto por primera vez el 4 de julio de 2012 en Londres.

## Créditos
- Paul Stanley – voz, guitarra
- Gene Simmons – bajo, voz
- Eric Singer – batería
- Tommy Thayer – guitarra